# Druhá bitva u Yper
Druhá bitva u Yper, která proběhla nedaleko belgického města Ypry od 22. dubna do 25. května roku 1915, byla jedním ze střetnutí Dohody a Německa během bojů první světové války na západní frontě. Německá armáda při pokusu o prolomení nepřátelských linií v bitvě poprvé masově použila chemické zbraně, konkrétně chlór. Přes vysoké ztráty na straně Britů a Francouzů však nedošlo k zásadnímu průlomu. V boji se vyznamenaly především kanadské oddíly.
Po neúspěchu Schlieffenova plánu, kdy se nepodařilo na počátku války rychlým úderem vyřadit Francii z války, se Němci na západní frontě soustředili především na obranu a podnikali zde pouze menší rušivé ofenzívy. Po první bitvě u Yper zůstal u belgického města Ypry výběžek fronty s předsunutými pozicemi Dohody. Německé velení se rozhodlo tento výběžek dobýt a při této příležitost měl být ve větší míře poprvé v akci vyzkoušen i nový bojový plyn, plynný chlór ničící u zasažených dýchací cesty.
Nečekaný útok zahájený 22. dubna krátkou dělostřeleckou přípravou vedla na německé straně 4. armáda pod velením Albrechta Württemberského. Němci při zahájení útoku otevřeli 5 700 lahví s plynným chlórem, načež vítr zanesl žlutozelené mračno jedovatého plynu do zákopů obránců. Na devíti kilometrech frontové linie zasáhlo 168 tun vypuštěného plynu přibližně 15 000 osob, z nichž 5 000 zemřelo (novější zdroje uvádějí 3 000 zasažených a 800 až 1400 mrtvých). Mnoho obránců bez účinných ochranných prostředků zpanikařilo a na severním křídle opustilo zákopy. Jednalo se především o francouzské a alžírské vojáky. Němci vybavení primitivními plynovými maskami z koudele nasycené kyslíkem pak postoupili zhruba o tři kilometry, avšak německé velení zaskočené úspěchem útoku nebylo připravené nasadit větší síly k uskutečnění průlomu. Druhý německý útok vedený 24. dubna byl soustředěn u obce Sint-Juliaan, kde frontu hájily kanadské oddíly. Kanaďané zabránili německému průlomu a udrželi linie i díky kapesníkům namočeným v moči. 6. května byl velitel druhé britské armády, Horace Smith-Dorrien, který navrhoval taktický ústup, odvolán a na jeho místo byl jmenován generál Herbert Plumer. Přes dílčí německé úspěchy a obsazení dvou třetin výběžku, Němci nedobyli Ypry a boje byly ukončeny 25. května.